# Урания Пировска (активистка)
Урания Пировска (на македонска литературна норма: Уранија Пировска) е северномакедонска активистка за човешки права, изпълнителен директор на Македонския хелзински комитет от 2012 година.

## Биография
Родена е в семейството на Дончо Пировски, дете-бежанец в Чехословакия. Той е син на революционера от Косинец Яни Пировски (1923 – 1949) и на Урания Юрукова (1926 – 2012), на която е наименувана Урания Пировска.
В 1996 година Пировска завършва право в Скопския университет. Работи като сътрудник в офиса на омбудсмана на Република Македония от 1998 до 2004 година. В 2004 става съветник на омбудсмана и пак в същата година - шеф на отдела за международни и обществени връзки и говорител на омбудсмана, като заема постав в продължение на осем години от 2004 до 2012 година. През 2012 година Пировска е назначена за изпълнителен директор на Хелзинкския комитет за човешки права на Република Македония.